# Meade (Kansas)
Meade – miasto w Stanach Zjednoczonych, w stanie Kansas, siedziba administracyjna hrabstwa Meade.